# Spectrum (restaurant)
Spectrum (voorheen Librije's Zusje) is een restaurant dat gevestigd is in het Waldorf Astoria Amsterdam in Amsterdam, Nederland. Het heeft sinds 2015 twee Michelinsterren.

## Geschiedenis
Op 1 mei 2014 opende het tweede zusje van De Librije de deuren. Op 14 september werd bekend dat het eerste zusje, Librije's Zusje in Zwolle, per 31 december 2014 zou sluiten. Het zusje fuseerde feitelijk met Librije's Zusje in Amsterdam en De Librije nam de locatie over. In tegenstelling tot het eerste zusje, is het zusje in Amsterdam geen eigendom van Jonnie Boer maar een soort franchise. In 2018 werd bekendgemaakt dat Jonnie Boer zich terug zou trekken uit het restaurant en dat het als zelfstandig restaurant onder een nieuwe naam voort zou gaan.
Chef-kok is Sidney Schutte. Schutte, voorheen chef in De Librije en Librije's Zusje in Zwolle, keerde terug naar Nederland na een aantal jaren in Hongkong gewerkt te hebben.

### Erkenning
In 2019 kende GaultMillau het restaurant 18,5 van de maximaal 20 punten toe. De eetgelegenheid stond in 2022 op plaats 7 van de 100, in de lijst met beste restaurants van Nederland van culinaire gids Lekker. In de editie van 2024 steeg de zaak naar de vierde plaats.